# Sparkasse Oberhessen

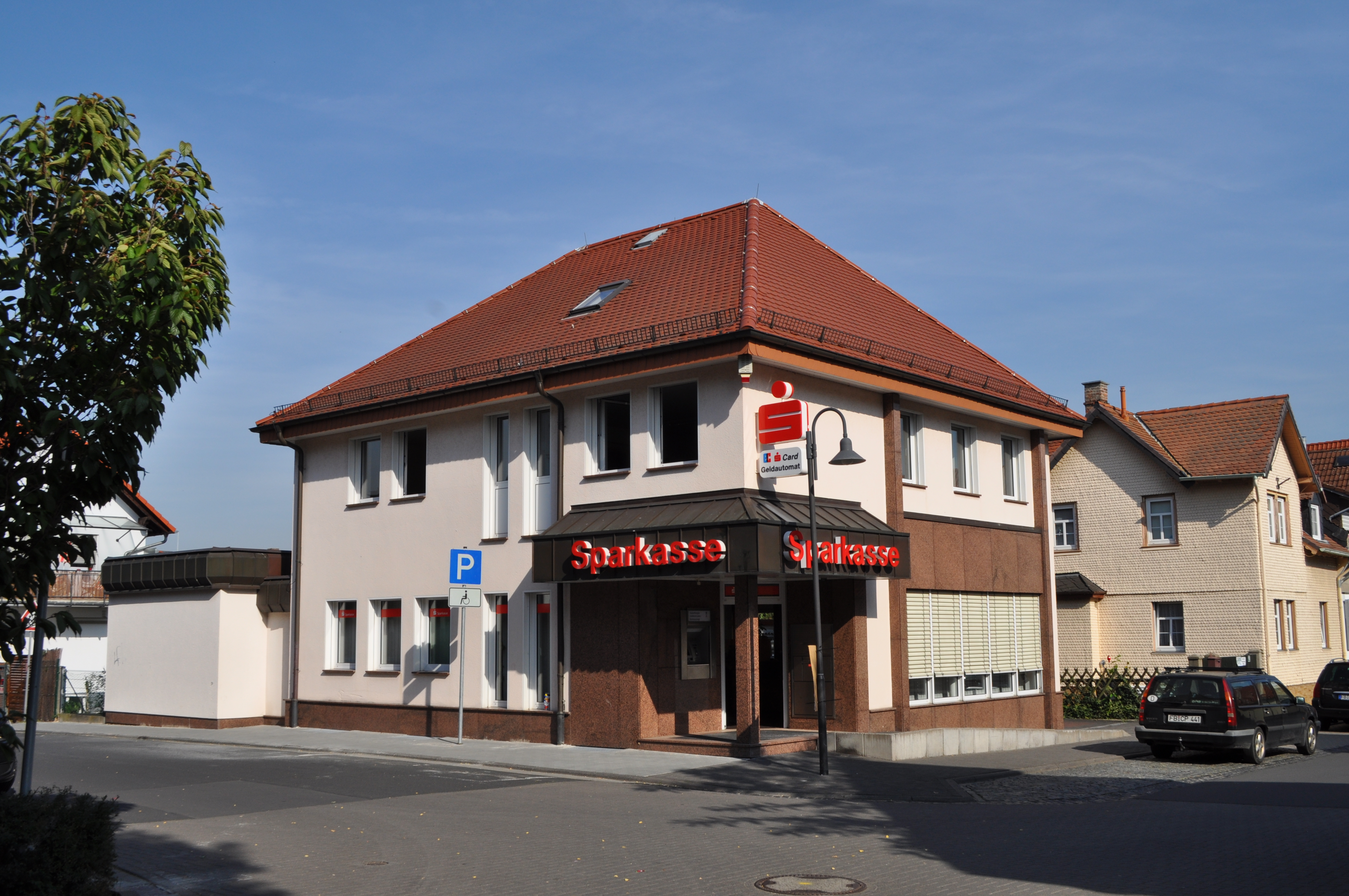
Filiale der Sparkasse Oberhessen in Rodheim vor der Höhe

Die Sparkasse Oberhessen ist eine öffentlich-rechtliche Sparkasse mit Sitz in Friedberg (Hessen). Ihr Geschäftsgebiet ist der Wetteraukreis und der Vogelsbergkreis.

## Organisationsstruktur
Die Bank ist eine Anstalt des öffentlichen Rechts. Rechtsgrundlagen sind das Sparkassengesetz für Hessen und die durch den Verwaltungsrat der Sparkasse erlassene Satzung. Organe der Sparkasse sind der Vorstand und der Verwaltungsrat.
Die Sparkasse Oberhessen wies im Geschäftsjahr 2024 eine Bilanzsumme von 6,265 Mrd. Euro aus und verfügte über Kundeneinlagen von 5,005 Mrd. Euro. Gemäß der Sparkassenrangliste 2024 liegt sie nach Bilanzsumme auf Rang 68. Sie unterhält 51 Filialen/Selbstbedienungsstandorte und beschäftigt 852 Mitarbeiter. Von den Mitarbeitern sind 52 Auszubildende und von den Filialen sind 18 Selbstbedienungsfilialen und 51 Filialen, sogenannte Beratungscenter (Eigenschreibweise: BeratungsCenter).

## Geschichte
Die Bank ist ein im Jahr 2006 aus der Fusion der  Sparkasse Wetterau und der Sparkasse Vogelsbergkreis hervorgegangenes Finanzinstitut. Unter den in der Sparkasse Wetterau aufgegangenen Vorgängerinstituten ist die Sparkasse Nidda mit Gründungsjahr 1833 das älteste. Die Sparkasse feierte daher im Jahr 2008 ihr 175-jähriges Bestehen.
Deutschlandweit bekannt wurde die Sparkasse Oberhessen im Jahr 2017 durch die Unterschlagung von nahezu 9.000.000 € eines Beschäftigten im Verlauf von 10 Jahren, die nicht durch die interne Revision aufgedeckt wurde, sondern erst durch die Verdachtsmeldung einer anderen Bank.
Zusammenschlüsse der Vorgängerkassen:
- Sparkasse Oberhessen (2006)
  - Sparkasse Wetterau (1990)
    - Kreissparkasse Friedberg (1942)
      - Bezirkskasse Friedberg (1833)
      - Bezirkskasse Butzbach (1849)
      - Bezirkskasse Großkarben (1833 – ab 1853 in Vilbel)

    - Kreissparkasse Büdingen in Nidda (1942)
      - Bezirkssparkasse Büdingen (1903)
        - Spar- und Leihkasse Büdingen (1840)

      - Bezirkskasse Nidda (1833 – ab 1848 selbständig)
      - Bezirkskasse Schotten (1833 – ab 1848 selbständig)

  - Sparkasse Vogelsbergkreis (1991)
    - Bezirkssparkasse Alsfeld (1917)/Kreissparkasse Alsfeld (1942)
      - Spar- und Leihkasse Alsfeld (1835)

    - Kreissparkasse Lauterbach (1942)
      - Spar- und Leihkasse Lauterbach (1838)
      - Spar- und Leihkasse Schlitz (1839)
      - Spar- und Leihkasse Herbstein (1860)

## Sparkassen-Finanzgruppe
Die Sparkasse Oberhessen ist Teil der Sparkassen-Finanzgruppe und gehört damit auch ihrem Haftungsverbund an. Er sichert den Bestand der Institute und sorgt dafür, dass sie auch im Fall der Insolvenz einzelner Sparkassen alle Verbindlichkeiten erfüllen können. Die Sparkasse vermittelt Bausparverträge der regionalen Landesbausparkasse, offene Investmentfonds der Deka und Versicherungen der SV SparkassenVersicherung. Im Bereich des Leasing arbeitet die Sparkasse Oberhessen mit der  Deutschen Leasing zusammen. Die Funktion der Sparkassenzentralbank nimmt die Landesbank Hessen-Thüringen wahr.

## Persönlichkeiten
- Wilhelm Erk (1840–1912), Abgeordneter der 2. Kammer der Landstände des Großherzogtums Hessen und Direktor der Sparkasse Nidda
- Werner Ramspeck (1816–1887), Abgeordneter der 2. Kammer der Landstände des Großherzogtums Hessen und Direktor der Spar- und Leihkasse Alsfeld